# 面白半分
『面白半分』（おもしろはんぶん）は、佐藤嘉尚が1971年に興した株式会社面白半分が発行した月刊誌。初代の編集長に吉行淳之介を迎え、同年12月に創刊号（1972年1月号）を出した。編集長は人気作家が（原則）半年毎に交代していた。1980年に倒産して廃刊となった。

## 経緯
吉行淳之介が『朝日新聞』に掲載したエッセイで「『日本軽薄派』という雑誌を作ってみたい」と書いていた。これを聞いた大光社の佐藤嘉尚が雑誌の出版を企画した。タイトルは、宮武外骨の雑誌『面白半分』に触発されたものである。吉行の協力を取り付けるが、所属していた大光社が閉鎖されたため、株式会社城南洋紙店の社長・青沼繁汎の援助を得て、株式会社面白半分を設立。「面白くてタメにならない雑誌」として刊行した。創刊号は96ページ、150円、3万部発行。
編集長は吉行の後、野坂昭如、開高健、五木寛之、藤本義一、金子光晴、井上ひさし、遠藤周作、田辺聖子、筒井康隆、半村良、田村隆一等が交代で務めた。
野坂編集長時代の1972年に永井荷風作と言われる春本「四畳半襖の下張」を全文掲載し、わいせつ図書で摘発された（四畳半襖の下張事件）。これについて裁判特集臨増号4冊（通巻23、35、55、60号）を発行して世論に訴えた。
この他にも臨時増刊号で「井上ひさしと藤本義一」（1974年）、「佐藤愛子と田辺聖子」「金子光晴（追悼）」（1975年）、「有吉佐和子」（1976年）、「開高健」「野坂昭如」（1978年）、「吉行淳之介」「五木寛之」「田村隆一」「遠藤周作」（1979年）、「水上勉」（1980年）などを刊行。
1980年に発行人の佐藤が編集長となる。同年7月5日に負債9200万円で倒産し、9月号以降は休刊。「四畳半襖の下張事件」の最高裁判決を受けて、12月号を「臨終号」として刊行した。

## 歴代編集長
1. 吉行淳之介 - 1972年1月号 - 6月号。（表紙＝長尾みのる）
2. 野坂昭如（1回目） - 1972年7月号 - 12月号。（表紙＝長尾みのる）
3. 開高健（1回目） - 1973年1月号 - 6月号。（表紙＝山崎英介）
4. 五木寛之 - 1973年7月号 - 12月号。（表紙＝米倉斉加年）
5. 藤本義一 - 1974年1月号 - 6月号。（表紙＝金子光晴）
6. 金子光晴 - 1974年7月号 - 12月号。（表紙＝滝田ゆう）
7. 井上ひさし（1回目） - 1975年1月号 - 6月号。（表紙＝山下勇三）
8. 野坂昭如（2回目） - 1975年7月号 - 12月号。（表紙＝石山貴美子）
9. 遠藤周作 - 1976年1月号 - 6月号。（表紙＝長尾みのる）
10. 開高健（2回目） - 1976年7月号 - 12月号。（表紙＝伊東ひでお）
11. 田辺聖子 - 1977年1月号 - 6月号。（表紙＝鴨居羊子）
12. 筒井康隆 - 1977年7月号 - 1978年6月号。（表紙＝杉村篤・アートディレクション&デザイン=首藤進）
13. 半村良 - 1978年7月号 - 12月号。（表紙＝猫隣太郎・アートディレクション&デザイン=首藤進）
14. 井上ひさし（2回目） - 1979年1月号 - 6月号。（表紙＝山藤章二・アートディレクション&デザイン=首藤進）
15. 田村隆一 - 1979年7月号 - 12月号。（表紙＝古川タク）
16. 佐藤嘉尚 - 1980年1月号 - 8月号。編集長交代制廃止。（表紙＝古川タク）[5]

## 各編集長時代
- 吉行淳之介（1972年1月号-6月号）

作家らに1時間ほど話してもらった内容をリライトして「随舌」と称した（「随筆」は原稿料が高く付くという吉行の発案による）。創刊号は大岡昇平、金子光晴、岡本太郎、山藤章二、開高健の「随舌」を掲載。この企画は終刊まで続いた。他に「奇人外伝」「変わった人物インタビュー」など掲載。
- 野坂昭如（1972年7月号-12月号）

7月号に「四畳半襖の下張」を掲載、発禁。佐藤、野坂が起訴される。
1973年に初公判、1976年に一審で有罪判決。公判では丸谷才一、五木寛之、井上ひさしなどの反論もあり、雑誌の知名度が一気に高くなり、毎号完売状態となった。
- 開高健（1973年1月号-6月号）

対談「随時小酌」、コラム「トイレ探訪」「私の葬式」などを掲載。（開高が2月から6月までベトナムへ取材旅行のため、実際にはあまり関わることができなかったという）
- 五木寛之（1973年7月号-12月号）

五木寛之「日本腰巻文学大賞」を開始、休刊まで毎年実施され、8回、実施された。第1回受賞は、新潮社の山口瞳『酒飲みの自己弁護』。ソンコ・マージュ「ギター無宿世界放浪記」が人気となる。
- 藤本義一（1974年1月号-6月号）

各方面から集めた「没」原稿特集（1974年2月）、竹中労「あえて美空ひばりを弁護する」、大島渚「縁起の悪い話」、阿奈井文彦「三途の川を渡る」、対談「加虐被虐是好日」などが話題となる。
- 金子光晴（1974年7月号-12月号）

「面白半分電話対談」で第1回は北杜夫VS佐藤愛子。
- 井上ひさし（1975年1月号-6月号）

特集「テレビ、人間、…」「テレビお偉方身元調査」など、テレビに関する記事で特徴を出した。
- 野坂昭如（1975年7月号-12月号）

篠沢秀夫の連載など。
- 遠藤周作（1976年1月号-6月号）

「神父さんの好奇心座談会」、講談「四畳半年増の色張」、井上洋治神父とトルコ嬢の「激烈対談」など掲載。
- 開高健（1976年7月号-12月号）

サントリー社長佐治敬三との連載対談など。
- 田辺聖子（1977年1月号-6月号）

匿名座談会「男性作家読むべからず」（出席者の佐藤愛子、中山あい子、田辺聖子は写真を掲載）。高橋孟（カモカ・シリーズのイラスト担当）の「海軍めしたき物語」（1977年1月-）は後に新潮社から単行本化されてベストセラーとなった。筒井康隆の露悪的な日記「腹立半分日記」を連載（1977年1月-1978年6月）。
- 筒井康隆（1977年7月号-1978年6月号）

クレージーな持ち味で人気が高まり、発行部数も増加。編集長も延期して1年間務めた。山下洋輔「全冷中顛末記」、タモリ「ハナモゲラ語の思想」連載。タモリの原稿が締め切りに間に合わず、4ページ分が真っ白のまま店頭に並んだことがある。佐藤嘉尚の呼びかけで、小林亜星に会長を頼み、「大日本肥満者連盟（大ピ連）」が結成されたことも話題となった。
佐藤によれば、筒井編集長時代が一番売れ行きがよかったが、以前からの負債もあり、原稿料の未払いが続いていた。筒井は「自分が編集長をした一年間については責任がある」と言って、原稿料分（ウン百万）を立て替えてくれたという。
- 半村良（1978年7月号-12月号）

架空のお茶の家元「南千家流」を特集し、アン・ルイスらが入門した。特集「皇居再利用計画」「次期元号は"早稲田"（法政でも可）に決定」など。
- 井上ひさし（1979年1月号-6月号）

特集「テレビCMまる一日」「世界最新テレビ事情」など、テレビに関する記事。
- 田村隆一（1979年7月号-12月号）

小詩集、西江雅之による紀行文など。
- 佐藤嘉尚（1980年）

発行人として編集長交代制休止。8月号を出した後に倒産し、9月号以降は休刊。
「臨終号」は常連ライター・元編集者の有志（阿奈井文彦、牛坂浩二、土屋健ら）が企画編集したもので、歴代編集長らが登場。発行所は「土筆舎」となっている。